# Arthritis & Rheumatology
Arthritis & Rheumatology, abgekürzt Arthritis Rheumatol., ist eine wissenschaftliche Fachzeitschrift, die vom Wiley-Blackwell-Verlag veröffentlicht wird. Die Zeitschrift ist das offizielle Publikationsorgan des American College of Rheumatology und erscheint mit 25 Ausgaben im Jahr. Die Zeitschrift wurde 1958 unter dem Namen Arthritis & Rheumatism gegründet und wurde 2014 in Arthritis & Rheumatology umbenannt. Es werden Arbeiten veröffentlicht, die sich mit rheumatischen Erkrankungen beschäftigen.
Der Impact Factor des Journals lag im Jahr 2014 bei 7,764. Nach der Statistik des ISI Web of Knowledge erfolgte die Auswertung für die Zeitschrift unter dem Namen Arthritis & Rheumatism und da wurde das Journal mit diesem Impact Factor in der Kategorie Rheumatologie an dritter Stelle von 32 Zeitschriften geführt.